# Municipio de Ustick
El municipio de Ustick (en inglés: Ustick Township) es un municipio ubicado en el condado de Whiteside en el estado estadounidense de Illinois. En el año 2010 tenía una población de 613 habitantes y una densidad poblacional de 6,69 personas por km².

## Geografía
El municipio de Ustick se encuentra ubicado en las coordenadas 41°52′53″N 90°1′37″O / 41.88139, -90.02694. Según la Oficina del Censo de los Estados Unidos, el municipio tiene una superficie total de 91.7 km², de la cual 91,66 km² corresponden a tierra firme y (0,04 %) 0,04 km² es agua.

## Demografía
Según el censo de 2010, había 613 personas residiendo en el municipio de Ustick. La densidad de población era de 6,69 hab./km². De los 613 habitantes, el municipio de Ustick estaba compuesto por el 96,08 % blancos, el 0,16 % eran afroamericanos, el 1,14 % eran asiáticos, el 1,63 % eran de otras razas y el 0,98 % eran de una mezcla de razas. Del total de la población el 3,26 % eran hispanos o latinos de cualquier raza.